# Championnat d'Europe de football des moins de 17 ans 2004
Navigation
Euro 2003 Euro 2005
La phase finale de l'édition 2004 du Championnat d'Europe de football des moins de 17 ans se déroule au printemps 2004 en France. Les joueurs nés après le 1er janvier 1987 peuvent participer.
Le champion sortant, le Portugal, remet son titre en jeu face à 52 autres nations européennes.
Le tournoi final se déroule du 4 au 15 mai 2004 en France.

## Stades
- Stade Georges Boulogne, Amboise
- Stade des Allées, Blois
- Stade Jules Ladoumègue, Romorantin-Lanthenay
- Stade Guy Drut, Saint-Cyr-sur-Loire
- Stade Péteseilles, Avoine
- Stade de la Vallée du Cher, Tours
- Stade Gaston Petit, Châteauroux

## Premier tour

### Groupe A
| Rang | Équipe          | Pts | J | G | N | P | Bp | Bc | Diff |
| ---- | --------------- | --- | - | - | - | - | -- | -- | ---- |
| 1    | France          | 9   | 3 | 3 | 0 | 0 | 6  | 1  | +5   |
| 2    | Espagne         | 6   | 3 | 2 | 0 | 1 | 5  | 2  | +3   |
| 3    | Turquie         | 3   | 3 | 1 | 0 | 2 | 6  | 5  | +1   |
| 4    | Irlande du Nord | 0   | 3 | 0 | 0 | 3 | 3  | 12 | -9   |

1re journée
| 4 mai 2004 | Espagne       | 1 – 0 | Turquie | Stade Georges Boulogne, Amboise |                                |
| 16:00 CET  | Marquitos 40e |       |         | Arbitrage : Joeri Van De Velde  | Arbitrage : Joeri Van De Velde |
| 16:00 CET  | Rapport       |       |         | Arbitrage : Joeri Van De Velde  | Arbitrage : Joeri Van De Velde |

| 4 mai 2004 | France                                   | 3 – 0 | Irlande du Nord | Stade des Allées, Blois      |                              |
| 18:00 CET  | Benzema 73e · Ben Arfa 76e · Songo'o 79e |       |                 | Arbitrage : Marijo Strahonja | Arbitrage : Marijo Strahonja |
| 18:00 CET  | Rapport                                  |       |                 | Arbitrage : Marijo Strahonja | Arbitrage : Marijo Strahonja |

2e journée
| 6 mai 2004 | Irlande du Nord                  | 2 – 5 | Turquie                                                   | Stade Jules Ladoumègue, Romorantin-Lanthenay |                                |
| 18:00 CET  | Turner 42e (pen.) · O'Connor 82e |       | 14e 36e Keleş (en) · 22e Yilmaz · 23e Cafercan · 74e Oğuz | Arbitrage : Marek Mikolajewski               | Arbitrage : Marek Mikolajewski |
| 18:00 CET  | Rapport                          |       |                                                           | Arbitrage : Marek Mikolajewski               | Arbitrage : Marek Mikolajewski |

| 6 mai 2004 | France          | 1 – 0 | Espagne | Stade des Allées, Blois           |                                   |
| 19:00 CET  | Mario 18e (csc) |       |         | Arbitrage : Christóforos Zográfos | Arbitrage : Christóforos Zográfos |
| 19:00 CET  | Rapport         |       |         | Arbitrage : Christóforos Zográfos | Arbitrage : Christóforos Zográfos |

3e journée
| 9 mai 2004 | Turquie      | 1 – 2 | France                   | Stade Georges Boulogne, Amboise |                           |
| 17:30 CET  | Cafercan 83e |       | 42e Ben Arfa · 69e Ménez | Arbitrage : Radek Matejek       | Arbitrage : Radek Matejek |
| 17:30 CET  | Rapport      |       |                          | Arbitrage : Radek Matejek       | Arbitrage : Radek Matejek |

| 9 mai 2004 | Irlande du Nord | 1 – 4 | Espagne                              | Stade Guy Drut, Saint-Cyr-sur-Loire |                        |
| 17:30 CET  | Doherty 49e     |       | 27e 35e 42e Pedraza (en) · 66e Capel | Arbitrage : Modou Sowe              | Arbitrage : Modou Sowe |
| 17:30 CET  | Rapport         |       |                                      | Arbitrage : Modou Sowe              | Arbitrage : Modou Sowe |

### Groupe B
| Rang | Équipe     | Pts | J | G | N | P | Bp | Bc | Diff |
| ---- | ---------- | --- | - | - | - | - | -- | -- | ---- |
| 1    | Angleterre | 9   | 3 | 3 | 0 | 0 | 6  | 1  | +5   |
| 2    | Portugal   | 4   | 3 | 1 | 1 | 1 | 5  | 3  | +2   |
| 3    | Autriche   | 4   | 3 | 1 | 1 | 1 | 2  | 2  | 0    |
| 4    | Ukraine    | 0   | 3 | 0 | 0 | 3 | 1  | 8  | -7   |

1re journée
| 4 mai 2004 | Ukraine | 0 – 2 | Angleterre                | Stade Péteseilles, Avoine         |                                   |
| 15:00 CET  |         |       | 60e Paul (en) · 79e Doyle | Arbitrage : Christóforos Zográfos | Arbitrage : Christóforos Zográfos |
| 15:00 CET  | Rapport |       |                           | Arbitrage : Christóforos Zográfos | Arbitrage : Christóforos Zográfos |

| 4 mai 2004 | Autriche | 0 – 0 | Portugal | Stade de la Vallée du Cher, Tours |                        |
| 20:00 CET  |          |       |          | Arbitrage : Modou Sowe            | Arbitrage : Modou Sowe |
| 20:00 CET  | Rapport  |       |          | Arbitrage : Modou Sowe            | Arbitrage : Modou Sowe |

2e journée
| 6 mai 2004 | Ukraine   | 1 – 2 | Autriche              | Stade Guy Drut, Saint-Cyr-sur-Loire |                              |
| 15:00 CET  | Dorosh 5e |       | 9e (pen.) 11e Gramann | Arbitrage : Marijo Strahonja        | Arbitrage : Marijo Strahonja |
| 15:00 CET  | Rapport   |       |                       | Arbitrage : Marijo Strahonja        | Arbitrage : Marijo Strahonja |

| 6 mai 2004 | Angleterre                    | 3 – 1 | Portugal   | Stade de la Vallée du Cher, Tours |                           |
| 15:00 CET  | Paul (en) 4e 56e · Davies 79e |       | 8e Pereira | Arbitrage : Radek Matejek         | Arbitrage : Radek Matejek |
| 15:00 CET  | Rapport                       |       |            | Arbitrage : Radek Matejek         | Arbitrage : Radek Matejek |

3e journée
| 9 mai 2004 | Portugal                                               | 4 – 0 | Ukraine | Stade Péteseilles, Avoine      |                                |
| 20:00 CET  | Bruno Gama 11e 22e (pen.) · Rui Gomes 51e · Fausto 82e |       |         | Arbitrage : Marek Mikolajewski | Arbitrage : Marek Mikolajewski |
| 20:00 CET  | Rapport                                                |       |         | Arbitrage : Marek Mikolajewski | Arbitrage : Marek Mikolajewski |

| 9 mai 2004 | Angleterre | 1 – 0 | Autriche | Stade des Allées, Blois        |                                |
| 20:00 CET  | Porter 54e |       |          | Arbitrage : Joeri Van De Velde | Arbitrage : Joeri Van De Velde |
| 20:00 CET  | Rapport    |       |          | Arbitrage : Joeri Van De Velde | Arbitrage : Joeri Van De Velde |

## Demi-finales
| 12 mai 2004 | France                               | 3 – 1 | Portugal    | Stade des Allées, Blois        |                                |
| 17:30 CET   | Nasri 52e · Ménez 56e · Ben Arfa 62e |       | 27e Pereira | Arbitrage : Marek Mikolajewski | Arbitrage : Marek Mikolajewski |
| 17:30 CET   | Rapport                              |       |             | Arbitrage : Marek Mikolajewski | Arbitrage : Marek Mikolajewski |

| 12 mai 2004 | Angleterre | 1 – 2 | Espagne                             | Stade de la Vallée du Cher, Tours |                                |
| 19:30 CET   | Reid 18e   |       | 10e Marquitos · 80e (pen.) Fàbregas | Arbitrage : Joeri Van De Velde    | Arbitrage : Joeri Van De Velde |
| 19:30 CET   | Rapport    |       |                                     | Arbitrage : Joeri Van De Velde    | Arbitrage : Joeri Van De Velde |

## Match pour la3eplace
| 15 mai 2004 | Portugal                                         | 4 – 4 a. p.       | Angleterre                                    | Stade Gaston Petit, Châteauroux |                              |
| 15:30 CET   | Fausto 13e · João Pedro 24e 98e · Bruno Gama 59e |                   | 25e 97e (pen.) Walker · 45e Reid · 62e Davies | Arbitrage : Marijo Strahonja    | Arbitrage : Marijo Strahonja |
| 15:30 CET   | Rapport                                          |                   |                                               | Arbitrage : Marijo Strahonja    | Arbitrage : Marijo Strahonja |
| 15:30 CET   | Bruno Gama · Rui Gomes · Barbosa · João Pedro    | Tirs au but 3 - 2 | Walker · Doyle · James · Porter · Wheater     | Arbitrage : Marijo Strahonja    | Arbitrage : Marijo Strahonja |

## Finale
| 15 mai 2004 | France                   | 2 – 1   | Espagne   | Stade Gaston-Petit, Châteauroux   |                                   |
| 19:00 CET   | Constant 1re · Nasri 79e | (1 - 0) | 63e Piqué | Arbitrage : Christóforos Zográfos | Arbitrage : Christóforos Zográfos |
| 19:00 CET   | Rapport                  |         |           | Arbitrage : Christóforos Zográfos | Arbitrage : Christóforos Zográfos |

| France | Espagne |

| FRANCE :          |    |                       |     |     |
|                   |    |                       |     |     |
| Gardien de but    | 01 | Benoît Costil         |     |     |
|                   | 12 | Serge Akakpo          |     |     |
|                   | 04 | Karim El Mourabet     |     |     |
|                   | 05 | Steven Thicot         |     |     |
|                   | 14 | Kevin Constant        |     | 57e |
|                   | 06 | Pierre Ducasse        |     |     |
|                   | 03 | Thomas Mangani        |     |     |
|                   | 08 | Ahmed Yahiaoui        | 46e |     |
|                   | 11 | Hatem Ben Arfa        |     |     |
|                   | 10 | Samir Nasri           |     |     |
|                   | 09 | Jérémy Ménez          |     |     |
| Remplaçants :     |    |                       |     |     |
| Gardien de but    | 16 | Rémy Riou             |     |     |
|                   | 02 | Maxime Josse          |     |     |
|                   | 07 | Franck Songo'o        |     | 57e |
|                   | 13 | Irélé Apo             |     |     |
|                   | 14 | Stéphane Marseille    |     |     |
|                   | 17 | Jean-Christophe Cesto |     |     |
|                   | 18 | Karim Benzema         |     |     |
| Entraîneur :      |    |                       |     |     |
| Philippe Bergerôo |    |                       |     |     |

| ESPAGNE :        |    |                            |     |     |
|                  |    |                            |     |     |
| Gardien de but   | 01 | Antonio Adán               |     |     |
|                  | 04 | David Lombán               |     |     |
|                  | 05 | Gerard Piqué               |     |     |
|                  | 03 | José Plá Moya              |     |     |
|                  | 10 | Javi García                |     | 41e |
|                  | 06 | Mario Suárez               | 46e |     |
|                  | 08 | Cesc Fàbregas              |     |     |
|                  | 14 | Marc Pedraza (es)          |     |     |
|                  | 11 | Marquitos                  |     | 41e |
|                  | 07 | Carlos Carmona             |     |     |
|                  | 02 | Cristián del Moral         | 46e |     |
| Remplaçants :    |    |                            |     |     |
| Gardien de but   | 13 | Javier Mandaluniz (es)     |     |     |
|                  | 09 | César Díaz Martínez (es)   |     |     |
|                  | 12 | Diego Capel                |     | 41e |
|                  | 15 | Esteban Granero            |     |     |
|                  | 16 | Jorge Gotor Blas (es)      |     |     |
|                  | 17 | Jonathan Pereira Rodríguez |     | 41e |
|                  | 18 | Cristian Pecci Macias (de) |     |     |
| Entraîneur :     |    |                            |     |     |
| Juan Santisteban |    |                            |     |     |

## Résultat
| Championnat d'Europe des - 17 ans 2004 - Vainqueur France 1er titre |